# Svitlodarsk
Svitlodarsk (en ucraniano: Світлода́рськ; en ruso: Светлодарск, romanizado: Svetlodarsk) es una ciudad ucraniana perteneciente al óblast de Donetsk. Situada en el este del país, formaba parte de la ciudad de Debáltseve hasta 2015, aunque ahora es parte del raión de Bajmut y centro del municipio de homónimo.
Durante la invasión rusa de Ucrania de 2022 la ciudad se encuentra ocupada por Rusia desde el 24 de mayo de 2022, siendo administrada por las autoridades de la autoproclamada República Popular de Donetsk.

## Geografía
Svitlodarsk está ubicada a orillas del embalse de Uglegorsk, a unos 24 km al sureste de Bajmut, a 17 km de Debáltseve y a 58 kilómetros al noroeste de Donetsk.

## Historia
Svitlodarsk fue fundada en 1968 como un asentamiento urbano, a raíz de la construcción de la represa de Uglegorsk, para albergar a los trabajadores de la central eléctrica de Vujlejirsk. Recibió el estatus de ciudad en 1992. 
El 29 de marzo de 2013 se produjo un incendio en la central eléctrica de Vujlejirsk, en la que 1 persona murió y 11 personas fueron hospitalizadas.
Durante las protestas prorrusas en Ucrania, Svitlodarsk fue tomada y formó parte de la autoproclamada República Popular de Donetsk desde el 29 de abril de 2014, hasta el verano de ese año cuando el ejército ucraniano recuperó la ciudad. La ciudad estuvo en primera línea del frente de batalla y el 60% de los edificios resultaron destruidos. Además aquí viven temporalmente cientos o miles de refugiados de Debáltseve.
Desde el 24 de mayo de 2022, Svitlodarsk ha sido ocupada por las fuerzas armadas de Rusia y los separatistas de Donetsk en la ofensiva del Donbás de la invasión rusa de Ucrania de 2022.

## Demografía
La evolución de la población entre 1979 y 2021 fue la siguiente:
| 11 337                                                        | 12 162 | 13 184 | 12 931 | 12 273 | 12 164 | 11 776 | 11 537 | 11 281 |
| (Fuente: Cities & Towns of Ukraine y UKRAINE: Größere Städte) |        |        |        |        |        |        |        |        |

Según el censo de 2001, la lengua materna de la mayoría de los habitantes, el 75,03%, es el ruso; del 24,62% es el ucraniano.

## Economía
Svitlodarsk es una ciudad industrial, construida como sede de la central eléctrica de Vujlejirsk. La planta central produjo 22 mil millones de kWh de electricidad en 1981.